# Motorvej
En motorvej er en vej som er forbeholdt hurtigtkørende motorkøretøjer. Motorveje har mindst to vognbaner i hver retning, og vejen kendetegnes ved, at der ikke er niveauskæringer med andre veje, jernbaner, cykelstier osv – en såkaldt facadeløs vej. I midten er vognbanerne adskilt af autoværn eller en meget bred rabat for at forhindre sammenstød med modkørende trafik. Al til- og frakørsel sker på specielle ramper, der fører bilerne op eller ned til den krydsende vej eller for enden af motorvejen, hvis den fortsættes som en anden vejtype. De fleste motorveje har desuden et nødspor i hver side til havarerede køretøjer samt nødtelefoner, hvorfra man altid kan tilkalde hjælp i forbindelse med uheld eller ulykker. Det er også muligt at bestille assistance fra en nødtelefon, hvis man er løbet tør for brændstof.
Motorveje, der krydser hinanden, forbindes med specielle fletningsanlæg, kaldet bl.a. kløverbladsanlæg og trompetanlæg. 

## Historie
Det første motorvejslignende anlæg var AVUS (Automobil-Verkehrs- und Übungsstraße) i Berlin. Det var en privatfinansieret betalingsvej. Vejen blev påbegyndt i 1912, men blev på grund af 1. verdenskrig først åbnet i 1921. Vejen blev hovedsagelig brugt som test- og væddeløbsbane. Efter nogle år blev AVUS forbundet med det øvrige motorvejssystem i Berlin og er i dag en del af E51, én af Berlins vigtigste motorveje.

### Danmark
Det overordnede danske motorvejssystem er udformet som bogstavet H: Venstre del af H'et er den jyske strækning fra grænsen til Frederikshavn og Hirtshals – den vandrette del repræsenterer den gamle hovedvej 1 fra Esbjerg til København – og den højre del af H'et er fra Rødbyhavn i syd til Helsingør i nord. Disse 3 strækninger indgår i det europæiske motorvejsnet som henholdsvis E39, E45, E20, E47 og E55. Disse betegnelser følger ruterne videre gennem Europa. Den røde tråd er, at ulige nummererede ruter er fortrinsvis nord-syd-gående, mens lige numre betegner ruter, der går øst-vest. 1. januar 2014 er der 1175 km offentlige motorveje og 42 km private motorveje (de faste forbindelser) i Danmark. 
Primærruter (hovedvej) der er lavet til motorvej. Rute 15, Rute 18, Rute 9, Rute 21, Rute 23, Rute 17, Rute 16.
15 Herning – Aarhus (Herningmotorvejen), Herning Ø - Herning V (Messemotorvejen), Aarhus – Hornslet (Djurslandsmotorvejen), 18 Sinding - Holstebro N (Holstebromotorvejen) Herning-Vejle (Midtjyske Motorvej),
9 Odense-Svendborg (Svendborgmotorvejen), 21 København-Holbæk (Holbækmotorvejen), 23 Elverdam-Dramstrup (Kalundborgmotorvejen), 17 Rødovre-Tværvej N (Frederikssundmotorvejen) 16 København- Allerød (Hillerødmotorvejen) og 8 Kliplev-Sønderborg (Sønderborgmotorvejen)
Primærruter der planlægges som motorvej, Rute 13, Rute 30, Rute 18, Rute 23, Rute 17, Rute 16, Rute 54. 
13 Løvel-Klode Mølle (Midtjysk Motorvej) (Hærvejsmotorvejen), 30 Give-Billund (Midtjysk Motorvej) (Hærvejsmotorvejen), 18 Herning N - Sinding (Midtjyske Motorvej), 23 Dramstrup-Kalundborg (Kalundborgmotorvejen), 17 Tværvej N-Frederikssund N (Frederikssundmotorvejen), 16 Allerød- Hillerød N (Hillerødmotorvejen), 54 Næstved-Rønnede (Næstvedmotorvejen).
I Danmark påbegyndes den første motorvej fra Rødbyhavn via Maribo til Sakskøbing d. 14. september 1941 efter pres fra Tyskland. Ved krigens slutning var jordarbejder og broer bygget færdige, men så gik arbejdet i stå. Motorvejen blev først færdigbygget i 1963 i forbindelse med åbningen af Fugleflugtslinjen.
Den første motorvej, der åbnede i Danmark, var "Hørsholmvejen", der blev indviet 23. januar 1956 og gik fra Jægersborg til Brådebæk.
Allerede i 1936 havde nogle af de førende entreprenør- og ingeniørfirmaer i Danmark og Sverige imidlertid præsenteret en plan om et motorvejsnet i Danmark, der i høj grad lignede det nuværende store H, dog uden forbindelsen til Helsingør.

### England
I England åbnede den første motorvej (motorway) i 1958 – "M6 Preston Bypass".

### Indien
I Indien åbnede den første motorvej Indian National Expressway i 1990. Derefter blev Mumbai-Pune Expressway indviet i 2000.
Man er i gang med at føre Indiens ny motorvejsplan ud i livet: en motorvej fra Indiens største by Mumbai over Bangalore- Chennai- Kolkata- New Delhi og retur til Mumbai. Den kommende motorvej på ca.6000 km skal stå færdig i 2015.

### Italien
Den 21. september 1924 blev den første delstrækning af den første egentlige motorvej (Autostrada) åbnet i Lainate nord for Milano i Italien. Strækningen var en del af motorvejen til Varese, det der senere skulle blive til "Autostrada dei Laghi" (Sømotorvejen). Vejen havde kun ét spor i hver retning, men med datidens trafiktæthed var det tilstrækkeligt.

### Japan
I Japan åbnede den første motorvej Meishin Expressway i 1963.
Senere åbnede motorvejen mellem Tokyo-Osaka.

### Kina
I Kina åbnede den første motorvej (Jingshi Expressway) i 1990. Senere er det gået stærkt, og der opføres konstant nye motorveje overalt i Kina mellem de store byer, såsom Shanghai, Beijing, Chongqing og Shenyang.
I 2010 kan man køre hele strækningen fra Shanghai eller Beijing til Ürümqi på kun motorvej; turen vil tage ca. 2 dage.
Kina har pt. omkring 53.000 km motorvej og motortrafikvej.

### Nederland
Den første nederlandske motorvej (autosnelweg) åbnede i 1936 mellem Voorburg og Zoetermeer (A12). Det var den første motorvej i Europa med nødspor.

### Sverige
Den første rigtige motorvej (motorväg) som anlagdes i Sverige, var vejen mellem Malmö og Lund, som åbnede i 1953. Den var oprindeligt bygget med betonbelægning som de tidlige tyske motorveje.

### Tyskland
I Tyskland påbegyndtes den egentlige motorvejsudbygning i slutningen af 1920'erne. 
Den første motorvej (Autobahn) åbnede i 1932 mellem Köln og Bonn (A555).
Efter nazisternes magtovertagelse kundgjorde Hitler d. 1. maj 1933 bygningen af et vejnet forbeholdt biler mellem alle større byer i Det tyske Rige. Selskabet "Reichsautobahnen" blev oprettet 25. august 1933, ironisk nok som et datterselskab af Deutsche Reichsbahn.
I 1935 åbnede den første Reichsautobahn mellem Frankfurt og Darmstadt.
Efter planen skulle der færdiggøres ca. 1000 km motorvej hvert år, men som det fremgår af nedenstående liste, var det kun de første år, at udbygningsraten blev holdt.
Udbygningen af det tyske motorvejssystem – "Reichsautobahnen":
- Ultimo 1935: 108 km
- Ultimo 1936: 1.087 km
- Ultimo 1937: 2.010 km
- Ultimo 1938: 3.046 km
- Ultimo 1939: 3.301 km
- Ultimo 1940: 3.737 km
- Ultimo 1941: 3.827 km
- Ultimo 1942: 3.861 km
- Ultimo 1943: 3.896 km

### Østrig
I Østrig tog man det første spadestik til West Autobahn ved Salzburg den 7. april 1938 knap en måned efter Østrigs Anschluss til det tyske rige under overværelse af Adolf Hitler. Den 13. september samme år åbnede den første delstrækning af motorvejen. De sidste dele af motorvejen blev færdigbygget i 1970'erne. Motorvejen indgår i europavejsnettet med numrene E55 og E60.

### Schweiz
Schweiziske motorveje drives af den schweiziske regering og i mindre grad af individuelle kantoner.
I Schweiz er vejafgift et krav siden 1985 på de fleste veje og motorveje i form af en årlig licens (Omkostninger: 40 Schweiziske franc eller 208 DKK). Den er gyldig for hvert kalenderår, hvor de allerede fra 1. December den nye vignet erstattes.
Den almindelige hastighed grænse er siden 1. Januar 1985 i 120 km/t (tidligere 130 km/t) ved Stadtautobahnen er det i området mellem 60 og 100 km/t. En reduceret hastighed på 80 eller 100 km/t højst gælder også i de fleste af motorvejstunnellerne. Signalisationstafeln består af hvid tekst på en grøn baggrund. Den nummerering er hvid tal på røde søjler.

### USA
USA's Interstate Highway System, er et netværk af motorveje i USA. Det har navn efter Dwight D. Eisenhower, som var præsident i 1956, da loven om systemet blev vedtaget, og som var en af systemets foregangsmænd og politiske sponsorer. Systemet er et delsystem inden for det større "National Highway System", som også omfatter U.S. Highways og andre hovedveje. 
De store bilfabrikker havde lobbyet for at få etableret et sådant vejnet, og præsidenten, der under 2. verdenskrig, havde set det tyske motorvejsnet, mente, at et sådant net af motorveje ville være en nødvendig udvidelse af det amerikanske forsvarssystem, for ud over forbedringerne af de civile transportmuligheder, ville vejene også kunne anvendes som militære transportveje, for såvel tropper som forsyninger i krisesituationer.

### Lande med mest motorvej
- USA 94.000 km
- Kina 74.000 km
- Tyskland 13.000 km

## Hastighedsgrænser
Hastighedsgrænserne på motorvejene varierer alt efter, hvilket land man kører i:
- I Danmark er den generelle hastighedsgrænse på motorvej 130 km/t, men næsten halvdelen af alle strækninger er dog begrænset til 110 km/t og ganske få til 90 eller 80 km/t. [kilde mangler]
- I Sverige har man 110 eller 120 km/t som hastighedsgrænse på motorvej (90 eller 100 km/t nær store byer).[kilde mangler]
- I Finland har man 120 km/t som hastighedsgrænse på motorvej (100 km/t om vinteren).[kilde mangler]
- I Norge har man 110 km/t som hastighedsgrænse på motorvej (visse steder 90 eller 100 km/t).[kilde mangler]
- I Tyskland har man ingen generel hastighedsbegrænsning, men kan begrænse udsatte strækninger, når særlige hensyn gør sig gældende. På strækninger uden begrænsning er det anbefalet at køre maks. 130 km/t, da overskridelsen kan resultere i en øget selvrisiko i tilfælde af et uheld.[kilde mangler]
- I Storbritannien har man 70 mph (112 km/t) som hastighedsgrænse på motorvej.[kilde mangler]

I Danmark må man ikke køre på en motorvej med køretøjer, der ikke kan køre 50 km/t lovligt. Desuden må 45-knallerter ikke benytte motorvejene. Af hensyn til den tidligere 40 km/t-grænse blev Ellerter i sin tid typegodkendt til at køre maksimalt 39 km/t.

## Omkostninger ved anlæg
Omkostningerne ved motorveje er typisk højere end ved andre typer veje. De skal være bygget til højere hastighed, og krydsning af andre veje og jernbaner skal ske via broer eller tunneler. Omkostningerne ved vejanlæg afhænger i høj grad af, om de bygges i bynært område eller i åbent land. Udvidelse af eksisterende motorvej er dyrere end anlæg af ny motorvej. Iflg. finansloven for 2007 koster en udvidelse af eksisterende motorvej med to yderligere spor 70-100 mio. kr.. På forespørgsel af Transportudvalget oplyser Vejdirektoratet, i et svar til transportminister Trine Bramsen i 2022, at anlæggelse af en ny motorvej i åbent land koster 85-110 mio. kr. pr. kilometer. Anlæggelse af en ny motorvej i bynært område koster 160-250 mio. kr. pr. kilometer.
Anlæggelse af motorveje er udsat for NIMBY-effekten, da mange ikke ønsker motorveje i nærhed deres beboelse.

## Trafikulykker
I 2021 mistede 13 livet på danske motorveje.

## Andre navne
Autobahn (ty.) og autostrada (it./pl.) lader til at være de eneste udenlandske ord med betydningen "motorvej", som er indgået i dansk.